# Bustamante (Tamaulipas)
Bustamante es una localidad, cabecera del municipio homónimo, situada en el suroeste del estado de Tamaulipas, en la región noreste de México. De acuerdo con el censo del año 2020, poseía una población total de 1441 habitantes.
Tanto su nombre como el del municipio es en honor al General Anastasio Bustamante, médico, militar y político que se desempeñó como el 4° presidente de México, sumado a otros 2 mandatos posteriores.

## Geografía

### Ubicación
Bustamante se localiza en el municipio de Bustamante, al suroeste del estado de Tamaulipas, se ubica en las coordenadas 23°26′11″N 99°45′37″O / 23.43639, -99.76028, enclavado en un valle rodeado por la Sierra Madre Oriental, a una altitud media de 1686 metros sobre el nivel del mar.

### Clima
Bustamante posee un clima oceánico (Cfb en la clasificación climática de Köppen), debido a su altitud y lejanía del mar. Como buena parte del país, Bustamante solo tiene 2 estaciones bien diferenciadas; el verano cálido, pero más moderado que otras localidades de similar latitud y el invierno fresco, y de constantes temporadas donde se registra caída de nieve y aguanieve en las altas serranías colindantes.
| Parámetros climáticos promedio de Bustamante, Tamaulipas | Parámetros climáticos promedio de Bustamante, Tamaulipas | Parámetros climáticos promedio de Bustamante, Tamaulipas | Parámetros climáticos promedio de Bustamante, Tamaulipas | Parámetros climáticos promedio de Bustamante, Tamaulipas | Parámetros climáticos promedio de Bustamante, Tamaulipas | Parámetros climáticos promedio de Bustamante, Tamaulipas | Parámetros climáticos promedio de Bustamante, Tamaulipas | Parámetros climáticos promedio de Bustamante, Tamaulipas | Parámetros climáticos promedio de Bustamante, Tamaulipas | Parámetros climáticos promedio de Bustamante, Tamaulipas | Parámetros climáticos promedio de Bustamante, Tamaulipas | Parámetros climáticos promedio de Bustamante, Tamaulipas | Parámetros climáticos promedio de Bustamante, Tamaulipas |
| Mes                                                      | Ene.                                                     | Feb.                                                     | Mar.                                                     | Abr.                                                     | May.                                                     | Jun.                                                     | Jul.                                                     | Ago.                                                     | Sep.                                                     | Oct.                                                     | Nov.                                                     | Dic.                                                     | Anual                                                    |
| -------------------------------------------------------- | -------------------------------------------------------- | -------------------------------------------------------- | -------------------------------------------------------- | -------------------------------------------------------- | -------------------------------------------------------- | -------------------------------------------------------- | -------------------------------------------------------- | -------------------------------------------------------- | -------------------------------------------------------- | -------------------------------------------------------- | -------------------------------------------------------- | -------------------------------------------------------- | -------------------------------------------------------- |
| Temp. máx. abs. (°C)                                     | 37.0                                                     | 38.0                                                     | 44.0                                                     | 47.0                                                     | 39.0                                                     | 39.0                                                     | 40.0                                                     | 38.0                                                     | 39.0                                                     | 35.0                                                     | 38.0                                                     | 37.0                                                     | 47.0                                                     |
| Temp. máx. media (°C)                                    | 20.4                                                     | 22.1                                                     | 26.0                                                     | 28.3                                                     | 28.9                                                     | 28.0                                                     | 27.3                                                     | 27.2                                                     | 25.8                                                     | 24.7                                                     | 23.2                                                     | 20.9                                                     | 25.2                                                     |
| Temp. media (°C)                                         | 12.7                                                     | 13.9                                                     | 16.8                                                     | 19.0                                                     | 20.0                                                     | 20.1                                                     | 19.6                                                     | 19.5                                                     | 18.5                                                     | 17.0                                                     | 15.3                                                     | 13.3                                                     | 17.1                                                     |
| Temp. mín. media (°C)                                    | 5.1                                                      | 5.6                                                      | 7.6                                                      | 9.8                                                      | 11.2                                                     | 12.2                                                     | 11.8                                                     | 11.7                                                     | 11.2                                                     | 9.4                                                      | 7.3                                                      | 5.8                                                      | 9.1                                                      |
| Temp. mín. abs. (°C)                                     | -4.0                                                     | -4.0                                                     | -2.0                                                     | 1.0                                                      | 1.0                                                      | -1.0                                                     | 3.0                                                      | 3.0                                                      | 1.0                                                      | 1.0                                                      | -3.0                                                     | -5.0                                                     | -5.0                                                     |
| Precipitación total (mm)                                 | 33.7                                                     | 9.7                                                      | 8.8                                                      | 29.6                                                     | 70.4                                                     | 77.8                                                     | 71.6                                                     | 67.5                                                     | 76.2                                                     | 32.9                                                     | 12.5                                                     | 13.8                                                     | 504.5                                                    |
| Días de precipitaciones (≥ 1 mm)                         | 2.9                                                      | 1.9                                                      | 1.2                                                      | 3.7                                                      | 7.2                                                      | 7.9                                                      | 7.1                                                      | 6.8                                                      | 7.6                                                      | 4.1                                                      | 1.8                                                      | 1.8                                                      | 54.0                                                     |
| Fuente: Servicio Meteorológico Nacional                  |                                                          |                                                          |                                                          |                                                          |                                                          |                                                          |                                                          |                                                          |                                                          |                                                          |                                                          |                                                          |                                                          |

## Demografía
De acuerdo al censo del año 2020 en Bustamante hay un total de 1441 habitantes, 728 hombres y 713 mujeres. Hay una densidad de población de 1162 habitantes por kilómetro cuadrado y tiene una superficie de 1.24 km².
La principal actividad económica de la localidad es la agricultura, otras actividades económicas importantes son la cría y explotación de animales, corte y/o siembra de árboles. En el año de 1900 (año del primer censo a la localidad) Bustamante contaba con 896 habitantes.
| Gráfica de evolución de Bustamante entre 1900 y 2020 |
|                                                      |
| Instituto Nacional de Estadística y Geografía        |